# Электродный водонагреватель
Электродный водонагреватель — электрический водонагреватель, не использующий нагревательных элементов.

## Принцип работы электродного котла
Процесс нагрева в электроводонагревателе электродного типа происходит посредством протекания электрического тока через теплоноситель, за счет электрического сопротивления которого и происходит нагрев, по закону Джоуля-Ленца.  Эффективность нагрева зависит от свойств теплоносителя.

## Особенности электродных котлов
- Так как теплоноситель является элементом электрической цепи, то в электродных котлах отсутствует проблема «сухого хода», или, другими словами, если из системы отопления по какой-либо причине вытекает (выкипает) теплоноситель, то электрическая цепь размыкается и котел отключается, тем самым не вызывая аварийных ситуаций.
- Мощность электродных котлов напрямую зависит от температуры теплоносителя - чем ниже температура воды в системе, тем мощность ниже. Номинальный режим нагрева котел обеспечивает в районе какой-то одной фиксированной температуры.
- Электродные котлы менее инертны, что позволяет эффективнее применять управляющую автоматику.
- Малые габариты и низкая стоимость.
- Электродные котлы требовательны к качеству теплоносителя.